# Corbélia (kommun)
Corbélia är en kommun i Brasilien.   Den ligger i delstaten Paraná, i den södra delen av landet, 1 100 km sydväst om huvudstaden Brasília. Antalet invånare är 16 302.
Följande samhällen finns i Corbélia:
- Corbélia

Trakten runt Corbélia består till största delen av jordbruksmark. Runt Corbélia är det glesbefolkat, med 18 invånare per kvadratkilometer.